# Período arcaico na Mesoamérica
O período arcaico, também conhecido como período pré-cerâmico, é um período na cronologia mesoamericana que começa por volta de 8 000 a.C. e termina por volta de 2 000 a.C. e é geralmente dividido em período arcaico precoce, período arcaico médio e período arcaico tardio.  O período é precedido pelo período lítico e seguido pelo período pré-clássico.  Os estudiosos têm encontrado dificuldade em determinar exatamente quando o período lítico termina e o arcaico começa, mas geralmente está ligado às mudanças climáticas associadas à transição do Pleistoceno para as épocas do Holoceno, e ausência de animais extintos do Pleistoceno.  Também não está claro quando o período arcaico termina e o período pré-clássico começa, embora o aparecimento de cerâmica, agricultura em larga escala e aldeias sinalizem a transição. 
O período arcaico é tradicionalmente visto como um longo intervalo transitório entre os caçadores-coletores do período paleoíndico e a proliferação de aldeias agrícolas no Pré-clássico.  Este período é conhecido pela domesticação das principais culturas mesoamericanas, pelo desenvolvimento da agricultura e pelo início da sedentarização.  Os grandes desenvolvimentos na agricultura e sedentarização durante este período permitiram a ascensão de sociedades complexas na região.  Esses desenvolvimentos não eram uniformes em toda a Mesoamérica e muitas vezes diferem regionalmente. 
A maioria dos sítios arcaicos não são muito bem preservados ou visíveis, o que dificulta a capacidade dos arqueólogos de descobrir e estudar locais de período arcaico. Como resultado, poucos sítios arcaicos foram identificados, embora grandes locais como a Caverna de Guilá Naquitz  e Colha  tenham sido explorados por arqueólogos. Locais arcaicos mais conhecidos estão nas terras altas da Mesoamérica ou ao longo das costas, embora haja locais em toda a região. 